# José-Alex Ikeng
José-Alex Mem-Ikeng (* 30. Januar 1988 in Bafia, Kamerun) ist ein deutsch-kamerunischer Fußballspieler.

## Karriere
Seit 2003 spielte Ikeng in der Jugend des VfB Stuttgart. Bereits 2004 wurde Ikeng mit der B-Jugend des VfB Deutscher Meister. In der Rückrunde der Saison 2005/06 absolvierte Ikeng seine ersten Einsätze in der Regionalliga Süd für die zweite Mannschaft des VfB. Im Jahr 2006 wurde ihm zudem die Fritz-Walter-Medaille für U-18-Spieler in Bronze verliehen. Zur Saison 2006/07 wurde er Stammspieler des VfB II, nachdem er die Saisonvorbereitung bereits mit der Profimannschaft absolviert hatte.
Im August 2006 riss sich Ikeng am dritten Spieltag der Regionalliga Süd im Einsatz für die zweite Mannschaft des VfB gegen den FK Pirmasens das vordere Kreuzband im rechten Knie. Nach einer unumgänglichen Operation stieg er erst im März 2007 wieder ins Training ein und erlitt noch im selben Monat erneut im rechten Knie einen Kreuzbandriss. Nachdem er erneut operiert wurde, verzögerte sich der Heilungsprozess der Narbe.
Erst im Mai 2008 gab Ikeng nach insgesamt über 20 Monaten Verletzungspause sein Comeback für die zweite Mannschaft des VfB Stuttgart. Sein Profidebüt gab er am 26. Juli 2008 am ersten Spieltag der Saison 2008/09 für den VfB II in der 3. Liga gegen Kickers Offenbach.

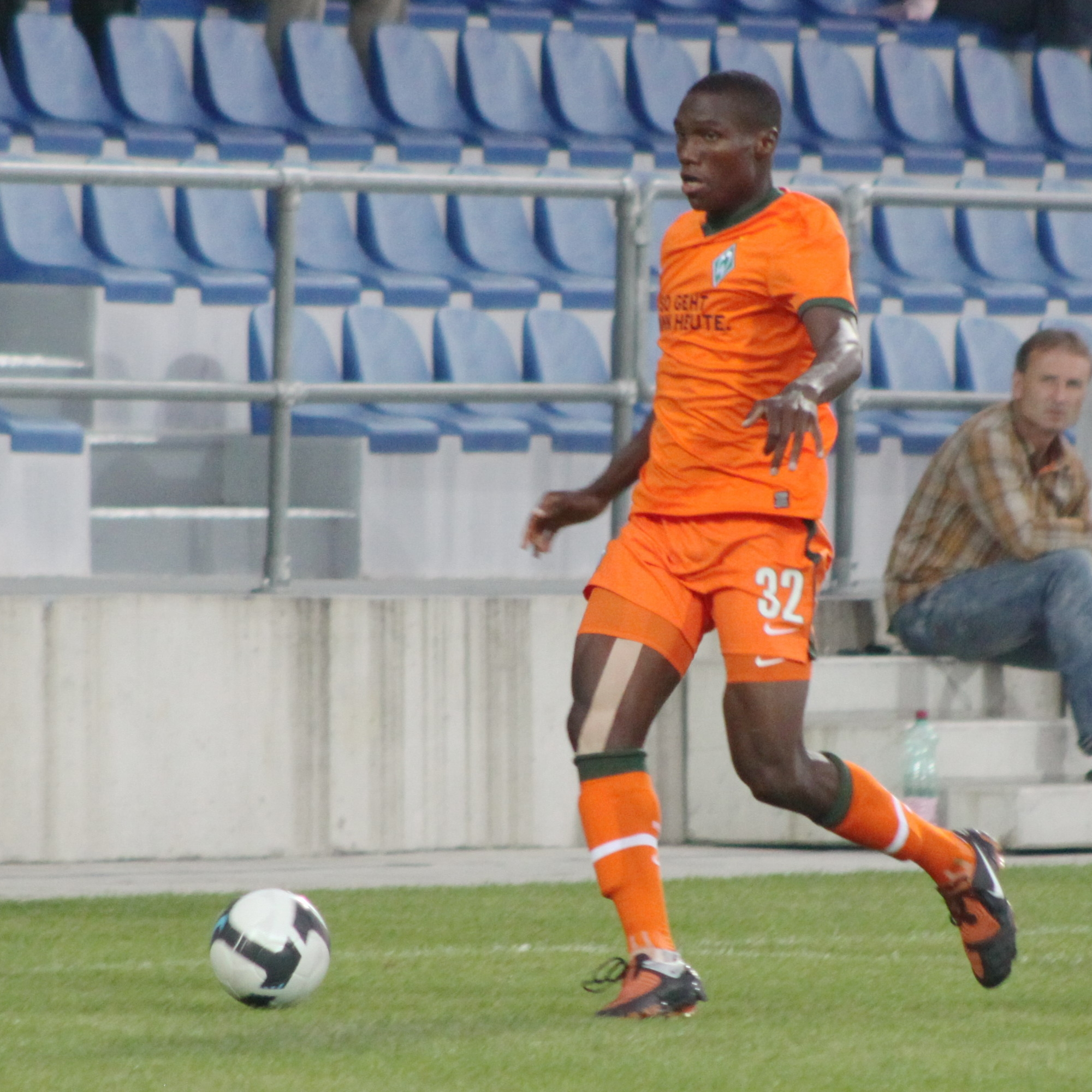
José-Alex Ikeng in einem Vorbereitungsspiel für Werder Bremen im Sommer 2009

Im Dezember 2008 wurde Ikengs Vertrag beim VfB aus disziplinarischen Gründen mit sofortiger Wirkung aufgelöst. Danach unterzeichnete Ikeng einen ab Januar 2009 für die Dauer eines halben Jahres gültigen Lizenzspielervertrag bei Werder Bremen.
Ende Juli 2009 zog er sich erneut einen Kreuzbandriss zu. Erst im April 2010 kehrte er wieder in die zweite Mannschaft der Bremer zurück, wegen anhaltender Knieprobleme blieb er aber über die Saison hinaus in der Rehabilitation.
Im Juli 2010 verursachte er negative Schlagzeilen, weil er verdächtigt wurde, nach einem Discobesuch einen türkischen Mitbürger mit einem Schlagring und einem Stock verprügelt zu haben. Danach führte ihn der Verein vorerst nicht mehr im Kader der ersten Mannschaft. Am 18. Mai 2011 gab der SV Werder Bremen die Trennung von Ikeng bekannt. Am 24. Mai 2011 meldete der FC Ingolstadt 04 Ikengs Verpflichtung. Er unterschrieb einen Zweijahresvertrag bis Juni 2013. Sein Zweitligadebüt gab er am 5. August 2011 (5. Spieltag) bei der 1:4-Niederlage des FCI im Auswärtsspiel gegen Fortuna Düsseldorf mit seiner Einwechslung in der 63. Minute für Andreas Buchner. Im Sommer 2013 wurde sein Vertrag in Ingolstadt nicht mehr verlängert. Er wechselte daraufhin in die österreichische Erste Liga zum SC Austria Lustenau.
Im Januar 2015 schloss sich Ikeng der 3.-Liga-Mannschaft Hansa Rostock an. Anfang 2016 wechselte er zu den Stuttgarter Kickers. Nachdem er mit den Kickers in die Regionalliga abgestiegen war, verließ er den Verein ohne ein Pflichtspiel bestritten zu haben im Sommer 2016.
Nach zwei Jahren Vereinslosigkeit schloss sich Ikeng im Januar 2019 dem württembergischen Verbandsligisten Calcio Leinfelden-Echterdingen an.